# 넬루 빙가다
에두아르두 마누엘 마르티뉴 빙가다(포르투갈어: Eduardo Manuel Martinho Vingada, 1953년 3월 30일 ~ )는 포르투갈의 축구 감독으로, 포르투갈 U-20 축구 국가대표팀, 포르투갈 올림픽 축구 국가대표팀, 사우디아라비아 축구 국가대표팀, 이집트 명문 자말렉 SC의 감독을 역임하였으며 2009년 12월 14일 FC 서울의 감독으로 선임되어 2010년 1월 3일부터 감독직을 공식적으로 수행하기 시작하였으며, 2010년 12월 13일 FC 서울의 감독에서 물러났다.

## 지도자 경력
넬루 빙가다는 화려한 선수 경력을 쌓지 못하고 1981년 28세라는 젊은 나이에 CF 벨레넨스스에서 축구 지도자로서의 길을 걷기 시작하였다. 그 후 자국의 여러 클럽을 거쳐 포르투갈 U-20 청소년 대표팀의 수석코치로 1989년과 1991년 세계 청소년 축구 선수권대회에 참가하여 카를루스 케이루스 당시 감독을 보좌하며 2회 연속 우승을 달성하였다. 이 대회들을 통해 포르투갈 축구의 황금 세대라고 불리는 루이스 피구, 후이 코스타, 파울루 소자, 주앙 핀투, 루이 벤투, 아벨 사비에르 등을 발굴, 성장시켜 포르투갈 축구 중흥의 화려한 서막을 알렸다.
그 후 1994년 포르투갈 성인 축구 국가대표팀의 감독으로 2경기를 치렀으며 포르투갈 U-20 청소년 대표팀의 감독이 되어 1995년 FIFA 세계 청소년 축구 선수권 대회에 참가하여 3위 입상이라는 호성적을 남겼으며 누누 고메스라는 신성을 발굴하는 성과를 올렸다. 이런 지도력을 인정받아 포르투갈 올림픽 축구 대표팀의 감독이 되어 1996년 애틀랜타 올림픽에 참가하였으며 4강 진출에 성공하였지만 3-4위전에서 호나우두가 활약한 브라질에게 패하면서 메달 획득에는 실패하였다. 하지만 역대 포르투갈 올림픽 축구 사상 가장 좋은 성적을 남기게 되었으며 아직도 깨지지 않고 있다.
1996년 사우디아라비아 대표팀의 감독이 되어 그 해 AFC 아시안컵 우승을 하였으며 사우디아라비아를 1998 프랑스 월드컵 본선 진출에 성공시켰지만 아쉽게도 본선에서는 감독으로 나서지 못하였다. 그 후 1997년 SL 벤피카의 코치로 잠시 재직하였으며 2003년 6월 레알 마드리드의 감독이 되었던 카를루스 케이루스에 의해 수석코치 제안을 받았지만 성사되지 못하였다.
2004년 이집트 명문 축구 클럽 자말렉 SC의 감독이 되어 2003-04 시즌에 21승 5무 0패의 전적으로 우승을 하였으며 이런 뛰어난 성적을 바탕으로 이집트 올림픽 대표팀의 감독이 되었다.
2007년 요르단 축구 대표팀의 감독으로 임명되어 서아시아 축구 선수권대회에서 준우승을 하였으나 2010년 FIFA 월드컵 아시아 지역 예선 3라운드에서 대한민국과 조선민주주의인민공화국에게 밀려 본선행이 좌절되었다. 이후 여러 클럽의 감독으로 재직하다가 2009년 FC 서울의 감독이 되었다.
FC 서울에서 더블을 달성한 이후에 재계약 협상을 벌였지만 불발되어 6개월 동안 공석으로 지내다가 2011년 7월 중국 슈퍼 리그 다롄 스더의 감독이 되었다.

### FC 서울에서 더블 우승
2010년 2월 27일 2010 K-리그 대전 시티즌과의 원정 경기에서 부임 후 첫 공식 경기를 치렀으며 5-2로 대승을 거두었다. 그 후 리그컵 우승, 정규 리그 1위, K리그 우승, 홈 경기 18연승 등 FC 서울에서 제2의 전성기를 구가하였으며 리그 승률 71%를 기록하여 역대 K리그 감독 중 최고 승률 감독이 되었다.
하지만 2010년 12월 13일 FC 서울이 우승 감독으로써 연봉 인상안을 제시했지만 넬루 빙가다 감독과의 재계약 협상이 세부적인 연봉 조건 등에 있어서 의견 차이로 인해 최종 결렬되어 12월 14일 빙가다 감독이 포르투갈로 출국하면서 FC 서울의 넬루 빙가다 시대는 막이 내렸다.

## 수상 내역

### 코치

#### 포르투갈 U-20
- FIFA U-20 월드컵 :
  - 우승 (2) : 1989, 1991

### 감독

#### 국가대표팀

##### 포르투갈 U-20
- FIFA U-20 월드컵 :[3]
  - 3위 (1) : 1995

##### 포르투갈 올림픽
- 하계 올림픽 :[4]
  - 4위 (1) : 1996

##### 사우디아라비아
- AFC 아시안컵 :
  - 우승 (1) : 1996

##### 요르단
- 서아시아 축구선수권대회 :
  - 준우승 (1) : 2008

#### 클럽

##### 자말렉 SC
- 이집트 프리미어 리그 :
  - 우승 (1) : 2003-04
- CAF 수퍼컵 :
  - 우승 (1) : 2003
- 아랍 컵 위너스컵:
  - 우승 (1) : 2003
- 사우디-이집트 수퍼컵 :
  - 우승 (1) : 2003

##### FC 서울
- K리그 :
  - 우승 (1) : 2010
- 리그컵 :
  - 우승 (1) : 2010